# Medary (Wisconsin)
Medary – miasto w Stanach Zjednoczonych, w stanie Wisconsin, w hrabstwie La Crosse.